# The Experts
Pour les articles homonymes, voir The Expert et Les Experts.
Pour plus de détails, voir Fiche technique et Distribution.
The Experts ou Les Experts au Québec est un film américain réalisé par Dave Thomas, sorti en 1989.

## Synopsis
En plein cœur de l'Union Soviétique, se trouve un village peuplé par des autochtones qui non seulement parlent anglais, mais qui ont adopté en plus le mode de vie américain. C'est dans cet endroit 'stratégique' que le KGB envoie ses agents apprendre le mode de vie 'occidental'. Cameron Smith, l'un des responsables de cette ville artificielle, se rend incognito à New York, où il rencontre deux jeunes hommes branchés, auxquels il demande de se rendre dans le Nebraska, afin d'ouvrir un night-club. Du moins, c'est ce qu'il leur fait croire car en réalité Smith les drogue.

## Fiche technique
- Titre original et français : The Experts
- Titre québécois : Les Experts
- Réalisation : Dave Thomas
- Scénario : Nick Thiel, Steven Greene, Eric Alter
- Photographie : Ronnie Taylor
- Musique : Marvin Hamlisch
- Production : James Keach, Paramount Pictures
- Pays d'origine :  États-Unis
- Langue originale : anglais
- Genre : comédie
- Durée : 94 minutes
- Date de sortie :

États-Unis : 13 janvier 1989

## Distribution
- John Travolta (VF : François Leccia) : Travis
- Arye Gross (VF : Jean-Pierre Leroux) : Wendell
- Charles Martin Smith : M. Smith
- Kelly Preston : Bonnie
- Brian Doyle-Murray : Jones
- Deborah Foreman : Jill
- Rick Ducommun : Sparks
- Steve Levitt : Gil
- Tony Edwards : Nathan
- James Keach : Yuri
- Eve Brent : Thelma
- Jan Rubes : Illyich
- Jack Ammon : Doc Benson
- Marc Reid : Billy
- Robyn Simons : Kathy

 Source et légende : version française (VF) sur RS Doublage

## Anecdote
Ce film marque le retour de John Travolta, après 4 ans d'absence au cinéma.[réf. nécessaire]